# بوشنوية كبيرة
بوشنوية كبيرة (الاسم العلمي:Buchenavia grandis) هي نوع من النباتات يتبع جنس البوشنوية من الفصيلة القمبريطية.